# Международная лакановская ассоциация
Международная лакановская ассоциация (фр. Association Lacanienne Internationale) — крупнейшая и наиболее ревностная организация лакановского психоанализа, основанная в 1982 году ближайшим учеником Жака Лакана Шарлем Мельманом.

## История
Следуя тезису Лакана о возвращении к Фрейду — «вы можете называть себя лаканистами, я же остаюсь фрейдистом», — говорил он в своём последнем семинаре «Dissolution» 1980 года, — Ассоциация не мыслит психоанализ вне координат, заданных его основателем, и называет свой дискурс «фрейдо-лакановским». Сам факт, что первоначально Ассоциация была зарегистрирована как фрейдовская ассоциация, но в 2002 году была переименована в лакановскую, свидетельствует о стремлении её основателей показать неразрывность и преемственность фрейдовской и лакановской теории. В теоретических исследованиях и клинических презентациях это создаёт интересный ретроспективный эффект, когда Фрейд прочитывается через призму Лакана, а его метапсихология предвосхищает многие находки структурного психоанализа. Вместе с тем, Ассоциация развивает топологические идеи, сформулированные Лаканом в его последних семинарах; наиболее интересными являются междисциплинарные работы по алгебре и топологии Лакана.
Именно благодаря деятельности ALI теория психоанализа связывается главным образом с двумя именами Фрейда и Лакана, а история психоанализа делится на два периода — австро-германский (до 1939) и франко-латинский (с 1940-х). Вместе с тем, делая ставку на «фрейдо-лакановский» дискурс, Ассоциация представляет историю психоанализа очень избирательно, не уделяя должного внимания кляйнеанской и британской аналитической традиции и развитию психоанализа в Венгрии и Восточной Европе.
Особенностью Ассоциация, отличающей её от многих других лакановских школ, является тот факт, что ни в клинической работе, ни в её теоретическом осмыслении ALI никогда не порывала с терапевтическим дискурсом, продолжая сотрудничество с психиатрическими институциями. В частности, Ассоциация продолжает работать в Клинике Святой Анны, где вёл приём и проводил свои семинары (1953—1964) доктор Лакан. После смерти Лакана доктор Шарль Мельман в 1983 начал свои «Семинары» в той же Клинике Святой Анны. Хотя клинические презентации ALI кардинально отличаются от психиатрического разбора случая, аналитики Ассоциации не отказываются от постановки диагнозов и не пренебрегают медицинским дискурсом в работе со случаями.
Также Международная лакановская ассоциация является первой из лакановских школ, которая начала расшифровывать и издавать записи «Семинаров» Жака Лакана, на сегодняшний день опубликовав уже 25 из 28 семинаров. Кроме того, в отличие от всех остальных редакций, Ассоциация издаёт комментарии-сопровождения участников семинаров.
В 1998 году Международной лакановской ассоциацией был подготовлен и выпущен Словарь психоанализа (под ред. Бернара Вандермерша и Ролана Шемама): Dictionaire de la Psychanalyse / sous la direction de B. Vandermersch et R. Chemama. Paris: Larousse, 1998. Сегодня спустя десять лет, Словарь психоанализа Международной лакановской ассоциации признан одним из трёх фундаментальных глоссариев по современному психоанализу, наряду со словарями под ред. Ж. Лапланша и Ж.-Б. Понталиса (1967) и Э. Рудинеско и М. Плона (1997).
Международная лакановская ассоциация имеет разветвлённую сеть представительств и библиотек в различных странах мира. В России Ассоциация сотрудничает с Группой лакановского психоанализа и поддерживает их библиотеку в Санкт-Петербурге.